# Горенко, Сергей Сергеевич
Серге́й Серге́евич Го́ренко (6 апреля 1982, Свердловск, Ворошиловградская область, Украинская ССР, СССР — 16 сентября 2022, Луганск) — государственный деятель, Генеральный прокурор самопровозглашённой Луганской Народной Республики с 22 ноября 2019 года по 16 сентября 2022 года. Государственный советник юстиции 3 класса, кандидат юридических наук.

## Биография

### Ранние годы и семья
Сергей Горенко родился 6 апреля 1982 года в Свердловске Ворошиловградской области УССР. Окончил СОШ № 2 города Краснодон.
Отец — Сергей Владимирович Горенко, уроженец Свердловска, генерал-лейтенант внутренней службы, в системе правоохранительных органов проработал 35 лет. Мать — Наталья Васильева Иванова, родилась в городе Росток, ГДР, образование высшее техническое, проработала 15 лет инженером.

### Образование
В 2003 году окончил Луганскую академию внутренних дел МВД имени 10-летия независимости Украины. В 2006 году окончил Луганский государственный университет внутренних дел. В 2015 году окончил магистратуру Луганский государственный университет имени Владимира Даля (программа по направлению подготовки — правоведение).
В 2020 году Горенко окончил магистратуру в Костромском государственном университете (программа по направлению подготовки — юриспруденция). В 2022 году на базе Луганского государственного университета имени Владимира Даля ему была присуждена учёная степень кандидата юридических наук.

### Профессиональная карьера
- 1999—2003 — курсант Луганской академии внутренних дел МВД имени 10-летия независимости Украины.
- 2003 — следователь Ленинского РО ЛГУ УМВД в Луганской области;
- 2003—2007 — следователь по особо важным делам, отдела расследования особо важных дел и преступлений, совершенных организованными группами, СУ УМВД в Луганской области;
- 2007—2009 — заместитель начальника отдела расследования преступлений, совершенных против жизни и здоровья личности, СУ УМВД в Луганской области;
- 2009—2010 — первый заместитель начальника следственного управления — начальник организационно-методического отдела СУ ГУМВД в Луганской области;
- 2010—2011 — заместитель начальника управления — начальник следственного отдела УБОП УМВД в Луганской области;
- 2011 — заместитель начальника отдела уголовной милиции по делам детей УМВД в Луганской области,
- 2011—2012 — старший оперативный уполномоченный по особо важным делам отдела оперативного обеспечения управления внутренней безопасности МВД;
- 2012—2013 — заместитель начальника отдела милиции миграционного контроля ГУМВД в Луганской области;
- 2013—2014 — начальник отдела расследования преступлений связанных с незаконным оборотом наркотических средств, СУ ГУМВД в Луганской области;
- 2014 — начальник отдела расследования преступлений в сфере хозяйственной деятельности СУ ГУМВД в Луганской области;
- 2014—2015 — исполняющий обязанности первого заместителя Генерального прокурора Луганской Народной Республики.
- 24 февраля 2015 года по представлению Главы Луганской Народной Республики Постановлением Народного Совета Луганской Народной Республики назначен на должность Первого заместителя Генерального прокурора Луганской Народной Республики.
- 5 декабря 2017 года Указом исполняющего обязанности Главы Луганской Народной Республики назначен на должность исполняющего обязанности Генерального прокурора Луганской Народной Республики.
- 22 ноября 2019 года Постановлением Народного Совета Луганской Народной Республики назначен на должность Генерального прокурора Луганской Народной Республики[4].

### Гибель
Погиб 16 сентября 2022 года в результате срабатывания самодельного взрывного устройства в здании Генеральной прокуратуры. Вместе с ним погибла заместитель генпрокурора ЛНР Екатерина Стегленко. Глава Следственного комитета РФ Александр Бастрыкин поручил возбудить уголовное дело по факту гибели Горенко и Стегленко.
25 марта 2024 года в ходе показанного в едином телемарафоне новостей интервью для ICTV глава СБУ Василий Малюк на вопрос журналистки о причастности к убийству Сергея Горенко сообщил о подробностях (размер взрывчатки и детали взрыва).

## Награды

### Государственные награды
- Герой ЛНР (2022)[8][9]
- Орден Мужества (16 сентября 2022, посмертно) — за самоотверженность, мужество и отвагу[10]
- Благодарность Главы Луганской Народной Республики
- медаль Луганской Народной Республики «За Веру и Волю»
- медаль Луганской Народной Республики «За заслуги» II степени
- медаль Луганской Народной Республики «За заслуги» I степени
- медаль Луганской Народной Республики «За верность долгу»
- почётный знак «От благодарного народа ЛНР»
- почётное звание «Заслуженный юрист Луганской Народной Республики»

### Ведомственные, региональные награды
- Грамота Народного Совета Луганской Народной Республики
- Именное оружие Республики Южная Осетия
- Ведомственная медаль СК РФ «Доблесть и отвага»
- Ведомственные наградные часы СК РФ